# چرکاسوفکا
چرکاسوفکا (به لاتین: Cherkasovka) یک منطقهٔ مسکونی در روسیه است که در استان آمور واقع شده‌است.